# Salamandra alpina
La salamandra alpina (Salamandra atra) és una espècie d'amfibi urodel de la família dels salamàndrids. Se'n coneixen 4 subespècies diferents: Salamandra atra atra, Salamandra atras auroras, Salamandra atra prenjensis, Salamandra atra pasobiensis.

## Característiques
Aquesta salamandra mesura fins a 16 cm i és de color negre brillant, semblant a una joguina de plàstic. Posseeix glàndules verinoses a la zona dorsal a mode de protecció contra els depredadors. Els mascles són més petits que les femelles

## Distribució i hàbitat
Habita normalment en boscos i muntanyes calcàries de la zona dels Alps i dels Balcans, entre els 700 i els 2.800 metres d'altitud. Es pot trobar a Albània, Alemanya, Àustria, Bòsnia i Hercegovina, Croàcia, Eslovènia, França, Itàlia, Liechtenstein, Montenegro, Sèrbia i Suïssa.
Habitualment s'amaga sota les pedres i troncs d'arbres que retenen la humitat.

## Alimentació
Té la mateixa dieta que la salamandra comuna, i s'alimenta també d'artròpodes de moviment lent, cucs i mol·luscos, que caça sobretot de nit. Durant el dia, només surt després de la pluja.

## Reproducció
La salamandra alpina té una manera especial d'atendre les cries. La femella és fertilitzada a terra seca, igual que en la salamandra comuna, però l'embaras dura 2 anys o inclús més. La fase larval té lloc a l'interior de la femella, dins dels oviductes. De nou a terra seca, les cries, de mitjana dues, surten completament formades. Les cries mesuren uns 4 cm.